# St. Maria und Pankratius (Rüdisbronn)

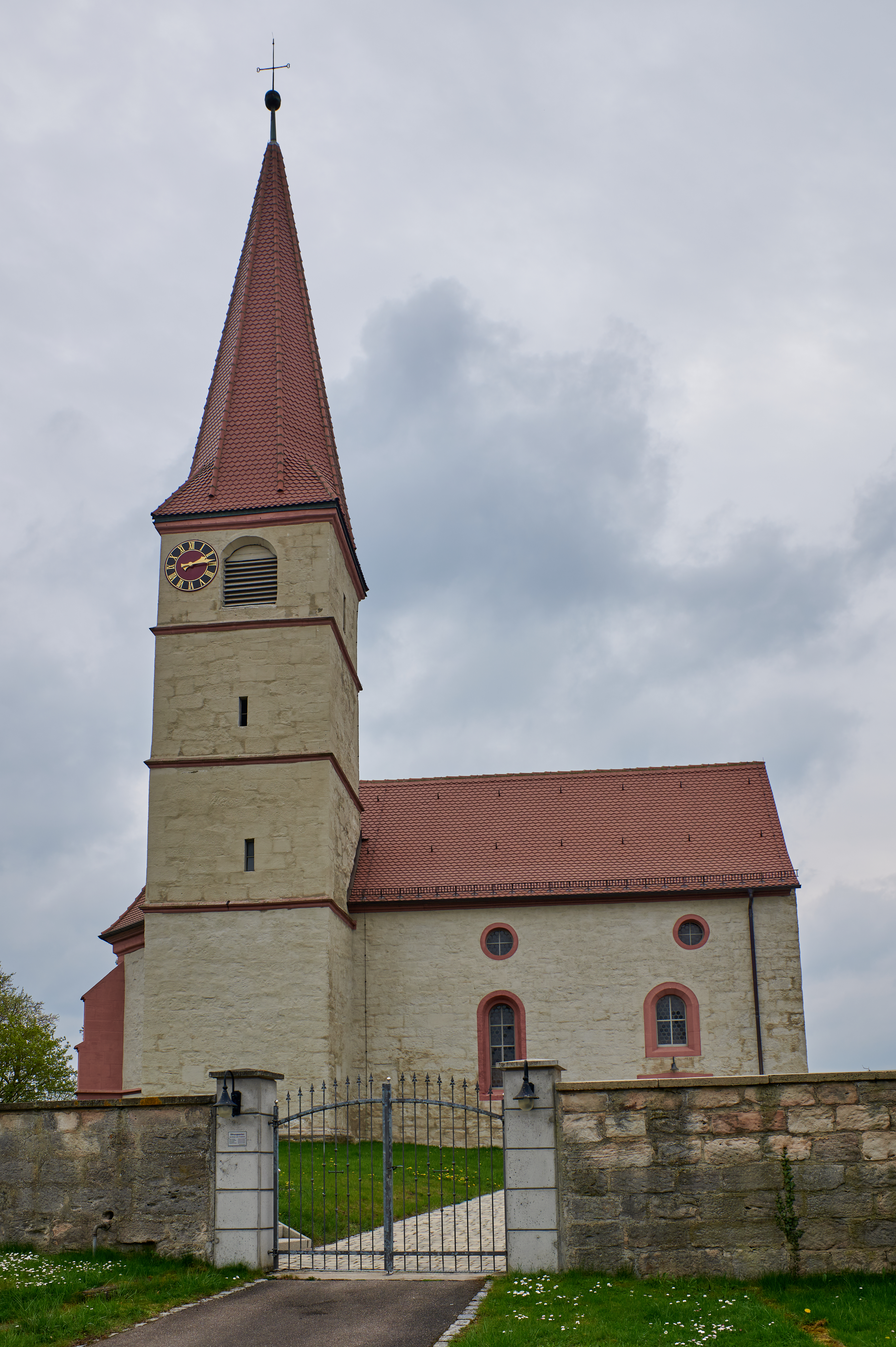
St. Maria und Pankratius (Rüdisbronn)

Die denkmalgeschützte, evangelisch-lutherische Pfarrkirche St. Maria und Pankratius steht in Rüdisbronn, einem Gemeindeteil der Stadt Bad Windsheim im Landkreis Neustadt an der Aisch-Bad Windsheim (Mittelfranken, Bayern). Die Kirche ist unter der Denkmalnummer D-5-75-112-317 als Baudenkmal in der Bayerischen Denkmalliste eingetragen. Die Kirchengemeinde gehört zur Tiefgrundpfarrei im Dekanat Bad Windsheim im Kirchenkreis Ansbach-Würzburg der Evangelisch-Lutherischen Kirche in Bayern.

## Beschreibung
Die Saalkirche wurde um 1437 erbaut. Sie besteht aus einem Langhaus, das 1737 erhöht wurde, einem eingezogenen Chor von einem Joch und 5/8-Schluss im Osten, der von Strebepfeilern gestützt wird, und einem mit einem achtseitigen Knickhelm bedeckten viergeschossigen Chorflankenturm an der Nordseite des Chors. Sein oberstes Geschoss beherbergt die Turmuhr und den Glockenstuhl. 
Der Innenraum des mit einem Satteldach bedeckten Langhauses ist mit einer Kassettendecke überspannt. Er ist mit zweigeschossigen Emporen ausgestattet. Zur Kirchenausstattung gehören der 1745 gebaute Altar, die Kanzel aus dem zweiten Drittel des 17. Jahrhunderts und das Taufbecken von 1698.